# Гарі Прадо Сальмон
Гарі Прадо Сальмон (ісп. Gary Prado Salmón; 15 листопада 1938, Рим — 6 травня 2023, Санта-Крус-де-ла-Сьєрра) — болівійський військовий та дипломат.

## Арешт
Суд в Болівії санкціонував арешт генерала у відставці Гарі Прадо Сальмона, який відомий як людина, що зловив кубинського революціонера Ернесто Че Гевару.
Відставний військовий потрапив під арешт в рамках розслідування справи про передбачуване змові проти президента Болівії Ево Моралеса. За версією слідства, Прадо надавав змовникам посильну допомогу. Проте, заарештовувати його не планувалася, поки він не став ігнорувати засідання суду у цій справі. За словами сина генерала і його адвоката Гарі Прадо Араус, батько не став би пропускати судові засідання, якби не рекомендації лікарів, які не радять йому відвідувати високогір'я через хворе серце (місто Кочабамба, де йде процес, знаходиться на висоті 2558 метрів над рівнем моря).

## Змова проти Моралеса
Розслідування змови проти Моралеса тягнеться з 2009 року. Тоді поліція болівійського Санта-Круса провела спецоперацію, в результаті якої було вбито вихідці зі Східної Європи Едуардо Рожа і Мадьяроші Арпак, а також ірландець Майкл Мартін Дуейер. Також були заарештовані уродженець Угорщини Елоді Тоашо і хорват болівійського походження Маріо Тадич. Вищеназваних осіб оголосили терористами, які збиралися повалити правлячий режим Моралеса.
Підозри впали і на генерала Прадо. Його звинуватили в пособництві терористам. Зокрема, як з'ясували слідчі, літній військовий зустрічався з Рожа, якого вважають лідером угруповання, і обговорював з ним прийдешній переворот. Гарі Прадо Араус стверджує, що його батько не знав, що зустрічається з змовником, так як той представлявся журналістом, який пише про Че Гевару.
Так чи інакше в травні 2010 року генерал Прадо, який проживає в місті Санта-Крус, був узятий під м'який домашній арешт. Йому заборонили покидати країну, але дозволили відлучатися в університет, де він працює викладачем.

## Арешт та вбивсто Че
Розслідування змови проти Моралеса тягнеться з 2009 року. Тоді поліція болівійського Санта-Круса провела спецоперацію, в результаті якої було вбито вихідці зі Східної Європи Едуардо Рожа і Мадьяроші Арпак, а також ірландець Майкл Мартін Дуейер. Також були заарештовані уродженець Угорщини Елоді Тоашо і хорват болівійського походження Маріо Тадич. Вищеназваних осіб оголосили терористами, які збиралися повалити правлячий режим Моралеса.
Підозри впали і на генерала Прадо. Його звинуватили в пособництві терористам. Зокрема, як з'ясували слідчі, літній військовий зустрічався з Рожа, якого вважають лідером угруповання, і обговорював з ним прийдешній переворот. Гарі Прадо Араус стверджує, що його батько не знав, що зустрічається з змовником, так як той представлявся журналістом, який пише про Че Гевару.
Так чи інакше в травні 2010 року генерал Прадо, який проживає в місті Санта-Крус, був узятий під м'який домашній арешт. Йому заборонили покидати країну, але дозволили відлучатися в університет, де він працює викладачем.